# Лимановски окръг
Лимановски окръг (на полски: Powiat limanowski) е окръг в Южна Полша, Малополско войводство. Заема площ от 951,23 км2. Административен център е град Лиманова.

## География
Окръгът се намира в историческия регион Малополша. Радположен е в централната част на войводството.

## Население
Населението на окръга възлиза на 127 387 души (2012 г.). Гъстотата е 134 души/км2.

## Административно деление
Административно окръгът е разделен на 12 общини.
Градски общини:
- Лиманова
- Мшана Долна

Селски общини:
- Община Добра
- Община Йодловник
- Община Каменица
- Община Ляскова
- Община Лиманова
- Община Луковица
- Община Мшана Долна
- Община Неджведж
- Община Слопнице
- Община Тимбарк

## Фотогалерия
- Лиманова
- Мшана Долна